# Skillinge säteri
Skillinge säteri er en herregård syd for Munka Ljungby i Ängelholms kommun i Skåne. Herregården omfattede 1000 hektar, men efter udstykning er der kun ca. 400 hektar tilbage.

## Historie
Herregården blev oprettet i midten af 1500-tallet af Mogens Tygesen Krabbe, som var søn af den danske rigsmarsk og rigsråd Tyge Krabbe på Vegeholm og hans kone Anne Rosencrantz. Mogens Krabbe byggede samtidigt den nærliggende Össjö sätesgård, som sandsynligvis var ladegård under Skillinge. Gårdene havde samme ejer til 1663. Efter Tryge Krabbes død i 1541 arvede Mogens Tygesen Krabbe Vegeholm og ved giftemålet med Karen Geed blev han herre på Jordbjerg, Rössjöholm og Gedsholm. Det store godskompleks blev forøget med len af Ovesholms slot og andre gårde, som han erhvervede i Skåne.
Mogens Tygesen Krabbe deltog i den nordiske Syvårskrig og druknede i 1564 i Toftasjön i Småland under kampene med svenskerne.
Den nuværende hovedbygning og fløjene opførtes 1778-1780 i klassicistisk stil, formodentligt efter tegninger af Carl Henrik König, stadsarkitekt i Stockholm. Facaden har søjler som et græsk tempel. Parken blev omtalt i 1700-talet for sine bøgehække og spejlbassiner. Ifølge Carl von Linné sprang en fontæne i et af bassinerne op til 33 alen i højden. I 1780'erne blev parken udvidet med en vidtstrakt engelsk park.